# Guldkompassen (film)
Guldkompassen är en fantasy-äventyrsfilm från 2007, baserad på boken med samma namn av Philip Pullman. Regisserad och skriven av Chris Weitz. I huvudrollerna ser vi Dakota Blue Richards, Nicole Kidman, Daniel Craig, Sam Elliott, Ian McKellen och Eva Green.
Filmen vann en Oscar i kategorin Bästa specialeffekter och en BAFTA.

## Handling
11-åriga Lyra (Dakota Blue Richards) är en vild och nyfiken flicka som bor på Jordan College i Oxford i Brytannien (ett alternativt Storbritannien), ett universum parallellt till vårt. I detta universum är människans själ förkroppsligad i en daimon, ett sorts djur som alltid befinner sig nära sin människa.
En dag råkar hon av misstag bli åhörare till hennes farbror Lord Asriels (Daniel Craig) anförande om hans expedition i Norden han håller för skolans akademiker. Han berättar om hur han såg en portal till en annan värld genom "stoftet" i norrskenet. Lord Asriel beger sig norrut för att söka reda på stoftet och undersöka det.
Samtidigt dyker en mystisk kvinna vid namn Mrs. Coulter (Nicole Kidman) upp vid Jordan College, och Lyra finner sig snart i hennes sällskap. Innan hon ger sig av får hon dock en alethiometer (guldkompass), ett instrument som visar det som andra vill hålla hemligt, och Lyra ombeds hålla guldkompassen hemlig. Under hennes vistelse med Mrs. Coulter försvinner två av hennes vänner, Billy och Roger. Lyra gissar att de blivit kidnappade av en mystisk organisation.
Lyra rymmer från Mrs. Coulter och beger sig med zyjenarna norrut för att rädda sina vänner. På resan möter hon på människor och djur, såsom aeronauten Lee Scoresby (Sam Elliott), häxan Serafina Pekkala (Eva Green) och den bepansrade isbjörnen Iorek Byrnison (Ian McKellen). Efterhand inser Lyra att hennes resa norrut kommer att bli mer än ett försök att rädda hennes vänner. Hon inser snart att hon även måste söka reda på sin farbror, Lord Asriel, som visar sig vara hennes far. Lord Asriel hade nämligen en affär med Mrs. Coulter, vilket resulterade i ett barn, Lyra. Framme vid fängelset Bolvangar, där barnen hålls fångna, utbryter en strid mellan vakter, zyjenare, häxor, Iorek och Lee Scoresby. 
När striden är över bestämmer sig Lyra för att fortsätta norrut med Lee, Iorek och Roger för att söka reda på Lord Asriel, för att varna honom för Mrs. Coulter och hennes plan att avrätta honom.

## Rollista (i urval)
- Dakota Blue Richards – Lyra Belacqua, Richards slog ut 10 000 andra flickor för rollen som Lyra Belacqua.[4]
- Freddie Highmore (röst) – Pantalaimon
- Nicole Kidman – Mrs. Coulter, redan tio år innan Guldkompassen blev film ville författaren Philip Pullman se Kidman i rollen som Mrs. Coulter.[5]
- Daniel Craig – Lord Asriel
- Sam Elliott – Lee Scoresby
- Ian McKellen (röst) – Iorek Byrnison
- Eva Green – Serafina Pekkala
- Ian McShane (röst) – Ragnar Sturluson
- Kathy Bates (röst) – Hester
- Kristin Scott Thomas – Stelmaria
- Ben Walker – Roger Parslow
- Jim Carter – John Faa
- Tom Courtenay – Farder Coram
- Christopher Lee – Magisteriet första högrådsmedlem
- Edward de Souza – Magisteriet andra högrådsmedlem
- Simon McBurney – Fra Pavel
- Jack Shepherd – Rektorn på Jordan College
- Magda Szubanski – Mrs. Lonsdale
- Derek Jacobi – Sändebud
- Clare Higgins – Ma Costa
- Charlie Rowe – Billy Costa

## Produktion
New Line Cinema köpte filmrättigheterna till trilogin i februari 2002, efter framgången med Sagan om ringen. I juli 2003 anlitades Tom Stoppard för att skriva ett manus till den första filmen. Ett år senare blev Chris Weitz anlitad som regissör och manusförfattare, därför att studion inte tyckte om manuset som Stoppard hade skrivit.
Den 8 augusti 2005 hamnade regin hos Anand Tucker. Men hoppade av eftersom han inte kom överens med New Line. Den 7 maj 2006 återvände Weitz till registolen.

### Inspelning och musik
Inspelningen påbörjades i september 2006 vid Shepperton Studios. Några scener filmades i Schweiz och Norge. Alexandre Desplat komponerade musiken och Kate Bush skrev och sjöng låten, "Lyra", som spelas i slutet av filmen.

## Mottagande
Guldkompassen fick mestadels blandade recensioner.
Rotten Tomatoes rapporterade att 42 procent, baserat på 190 recensioner, hade satt ett genomsnittsbetyg på 5.6 av 10. På Metacritic nådde filmen genomsnittsbetyget 51 av 100, baserat på 33 recensioner. Filmen fick negativ kritik av vissa kristna grupper, detta resulterade att ingen uppföljare gjordes. En annan orsak var att filmen drog in för lite pengar i USA.